# Dom van Halle
De Dom van Halle (Duits: Dom zu Halle, Hallescher Dom) is het oudste kerkgebouw in de historische binnenstad van Halle (Saksen-Anhalt). Alhoewel Halle nooit de zetel van het bisdom was, werd de kerk na de bouw altijd als dom aangeduid.

## Geschiedenis
In het jaar 1271 kwamen de Dominicanen naar Halle en stichtten er op de westelijke rand van de stad hun klooster. Een wijding in 1281 laat vaststellen dat de kloosterkerk op dat moment ten minste voor een deel moet zijn voltooid. Daarmee is het een van de vroegste vestigingen van een bedelorde in Duitsland. Kenmerkend is de afwezigheid van een toren en dwarsschip.
Op 28 juni 1520 verhief kardinaal Albrecht van Brandenburg, destijds de machtigste kerkvorst van het land, het kerkgebouw tot stiftskerk. Als bewaarplek voor zijn omvangrijke reliekenverzameling en als toekomstige grafkerk van hemzelf werd de kerk binnen de kerkhiërarchie na de Maagdenburger dom het belangrijkste sacrale bouwwerk van het aartsbisdom Maagdenburg. Hij liet de dom vervolgens grondig in de stijl van de late gotiek en vroege renaissance verbouwen, in de vorm zoals het gebouw er tegenwoordig uitziet met de karakteristieke verhoging op de daklijst. Als tegenstander van Maarten Luther zag de kardinaal in 1541 geen andere mogelijkheid dan Halle te verlaten. De kunstwerken liet hij, op de kansel, de beelden van de apostelen en het koorgestoelte na, uit de kerk verwijderen en transporteren naar Aschaffenburg, waar ze zich ook nu nog bevinden.
Vanaf 1561 werd het gebouw weer tijdelijk in gebruik genomen door de Dominicanen. In de 17e eeuw werd het gebouw de hofkerk. August van Saksen liet het interieur in het midden van de 17e eeuw met galerijen en een groot altaar in vroegbarokke stijl herinrichten. Hiervan bleef slechts een klein deel bewaard. Met de dood van August van Saksen verviel de kerk en het hele hertogdom Maagdenburg aan de keurvorsten van Brandenburg. In 1680 droeg keurvorst Frederik Willem I van Brandenburg het in zijn eigendom bevindende godshuis voor onbepaalde tijd over aan de calvinistische geloofsgemeenschap. Van 1702 tot 1703 werd Georg Friedrich Händel voor een jaar op proef als organist in de kerk aangesteld. Ook nu nog doet de dom dienst als de kerk voor de hervormde gemeente van Halle.
In 1851 werd het barokke orgel van de kerk, waarop ooit Georg Friedrich Händel als organist speelde, vervangen. Tegen het einde van de 19e eeuw volgde een regotisering van het kerkgebouw.
De dom ging in 1996 over in het bezit van de Stiftung Dome und Schlösser in Sachsen-Anhalt, waarna tot 2005 een grondige restauratie werd uitgevoerd. Wegens de uitstekende akoestiek wordt het kerkgebouw ook regelmatig voor concerten en theatervoorstelling opengesteld.

## Beschrijving
De beeldbepalende dom is 68 meter lang, 20 meter breed en 18 meter hoog en ligt aan een arm van de Saale aan de westelijke rand van de historische binnenstad. Van het noordelijk gelegen klooster bleven slechts de resten van de gotische kruisgang bewaard. Oorspronkelijk waren de attieken van de hallenkerk met lelies beschilderd. Fraai zijn de renaissance portalen van het kerkgebouw.

## Interieur
Aan de ooit zo rijke inrichting van het kerkgebouw ten tijde van kardinaal Albrecht herinneren tegenwoordig slechts enkele kunstwerken. Noemenswaardig zijn met name de zeventien pijlerbeelden, die in 1525 door Peter Schro werden gemaakt. De beelden stellen Christus, de apostelen, de patroon van het bisdom Mauritius, Maria Magdalena en de heilige Erasmus voor. Een achttiende beeld van vermoedelijk de heilige Ursula is verloren gegaan. De kansel stamt uit het jaar 1526 met voorstellingen van de kerkvaders aan de trap. De kanselkuip toont nieuwtestamentische briefschrijvers met daaronder de evangelisten met hun symbolen en Mozes met de stenen Tafelen. Het hoge altaar en de galerijen zijn getuigen van de periode toen de dom als hofkerk gebruikt werd. Zij werden in de jaren 1660 ingebouwd. Daarnaast zijn er nog een aantal waardevolle grafzerken en epitafen, waaronder een grafzerk uit circa 1380 van een moeder met kind en een epitaaf uit 1620 van een Maagdenburger meester. Twee wijdingsplaquettes uit 1523 maken melding van de verbouwing van de kerk door kardinaal Albrecht.

## Orgels
Het eerste domorgel uit 1667 werd in de jaren 1847-1851 door een nieuw instrument vervangen, dat door de orgelbouwer Friedrich Wäldner uit Halle gebouwd. Het instrument werd in de loop der tijd meermaals veranderd en verbouwd. In de jaren 1950 werd de dispositie van het orgel gewijzigd, met de bedoeling het romantische orgel barokke klankeigenschappen te geven. Deze ongelukkig uitgevoerde renovatie heeft samen met slijtageverschijnselen en schade door vocht geleid tot de wens om het orgel te restaureren naar de oorspronkelijke toestand. Voorts bevindt zich in de dom nog een koororgel uit 1799 met elf registers op één manuaal en pedaal.

## Afbeeldingen

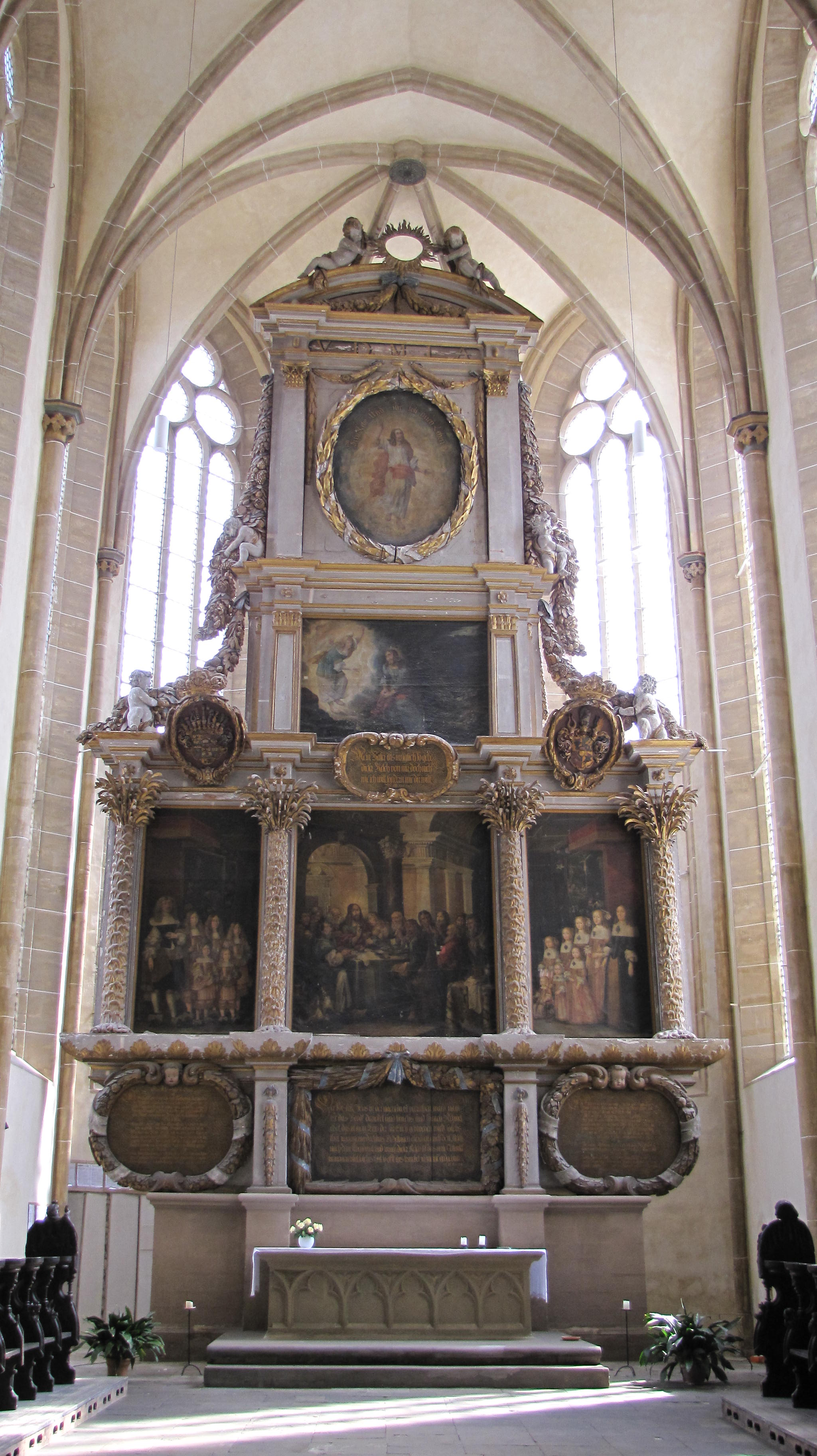
Altaar
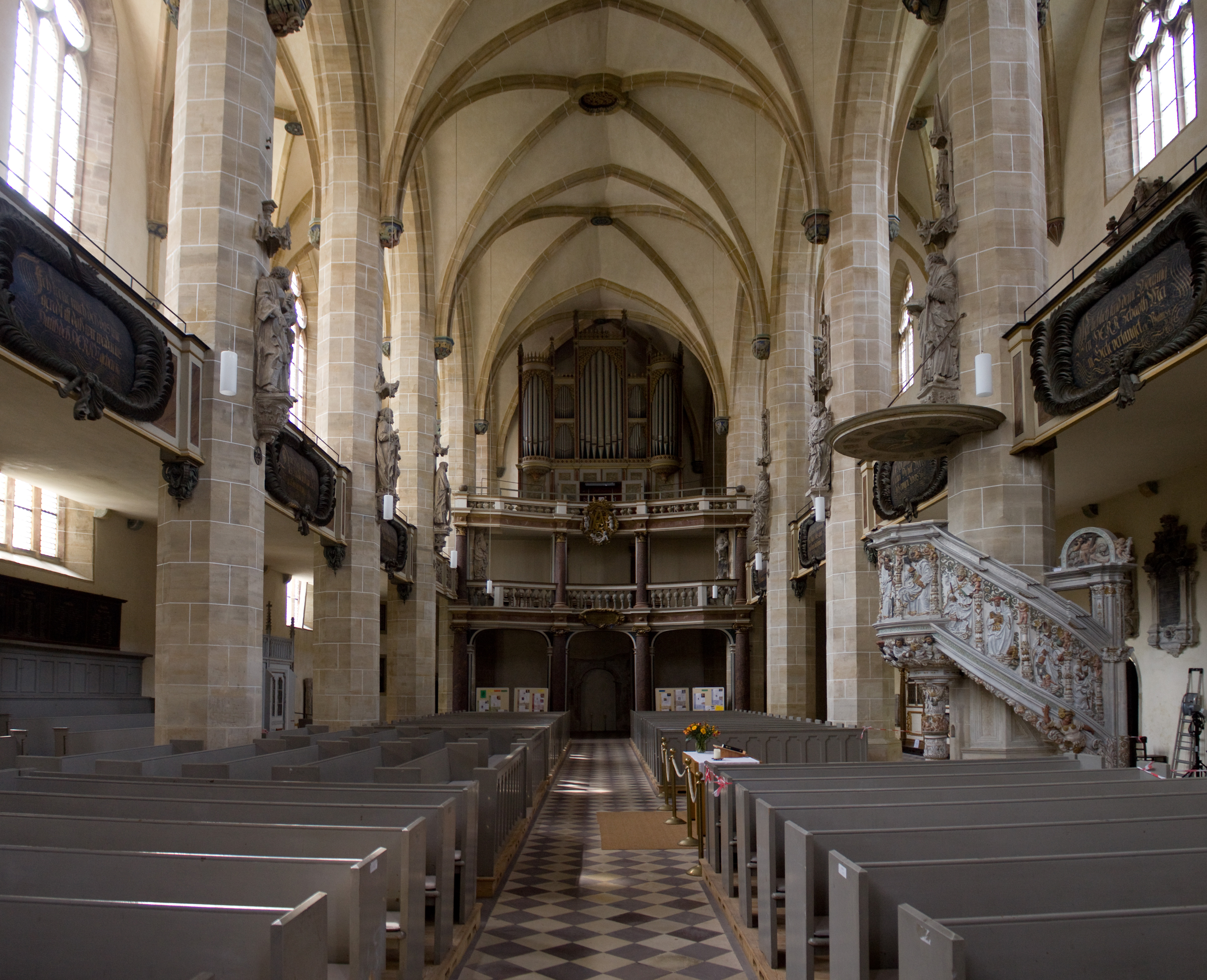
Orgel
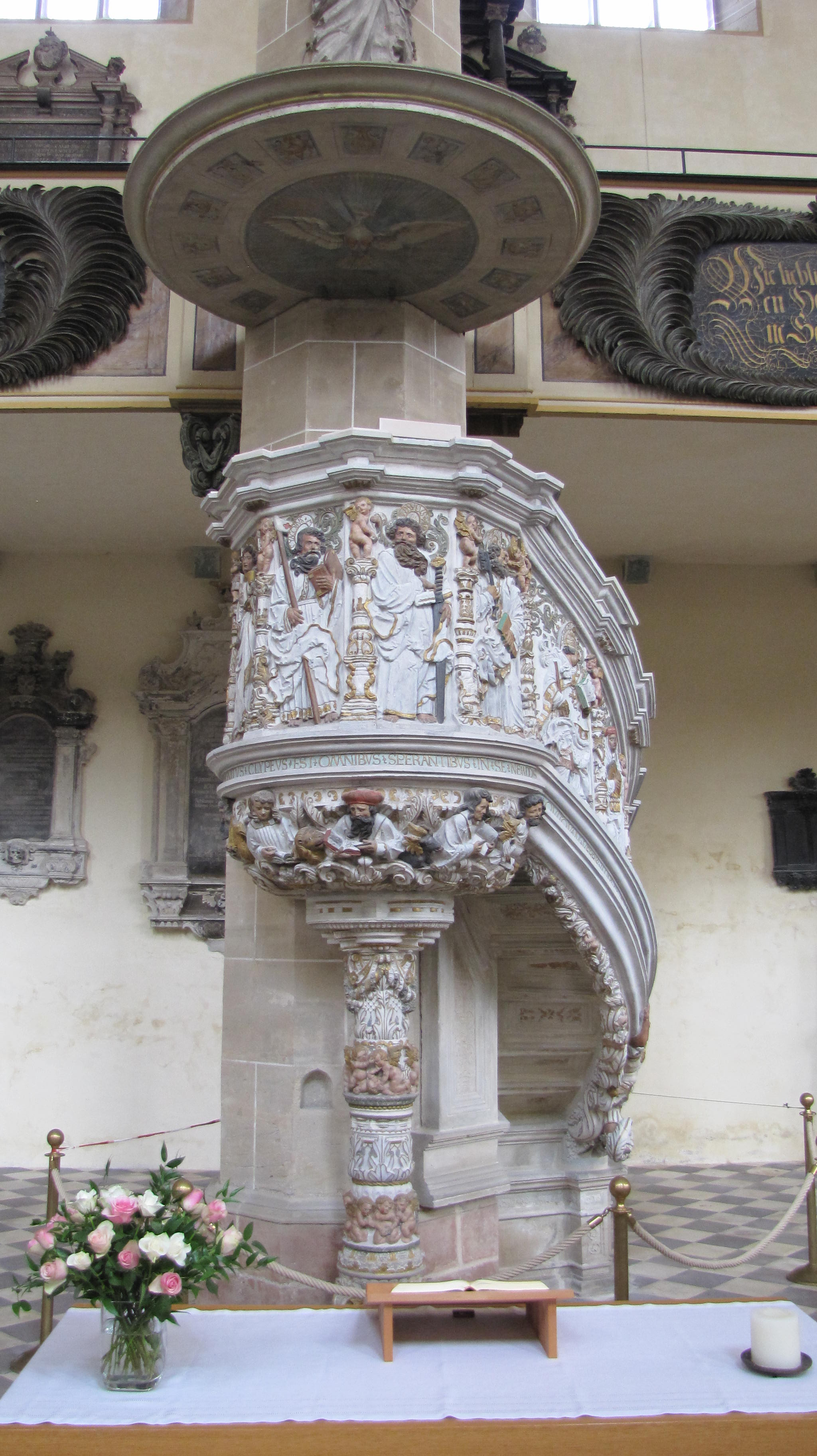
Preekstoel
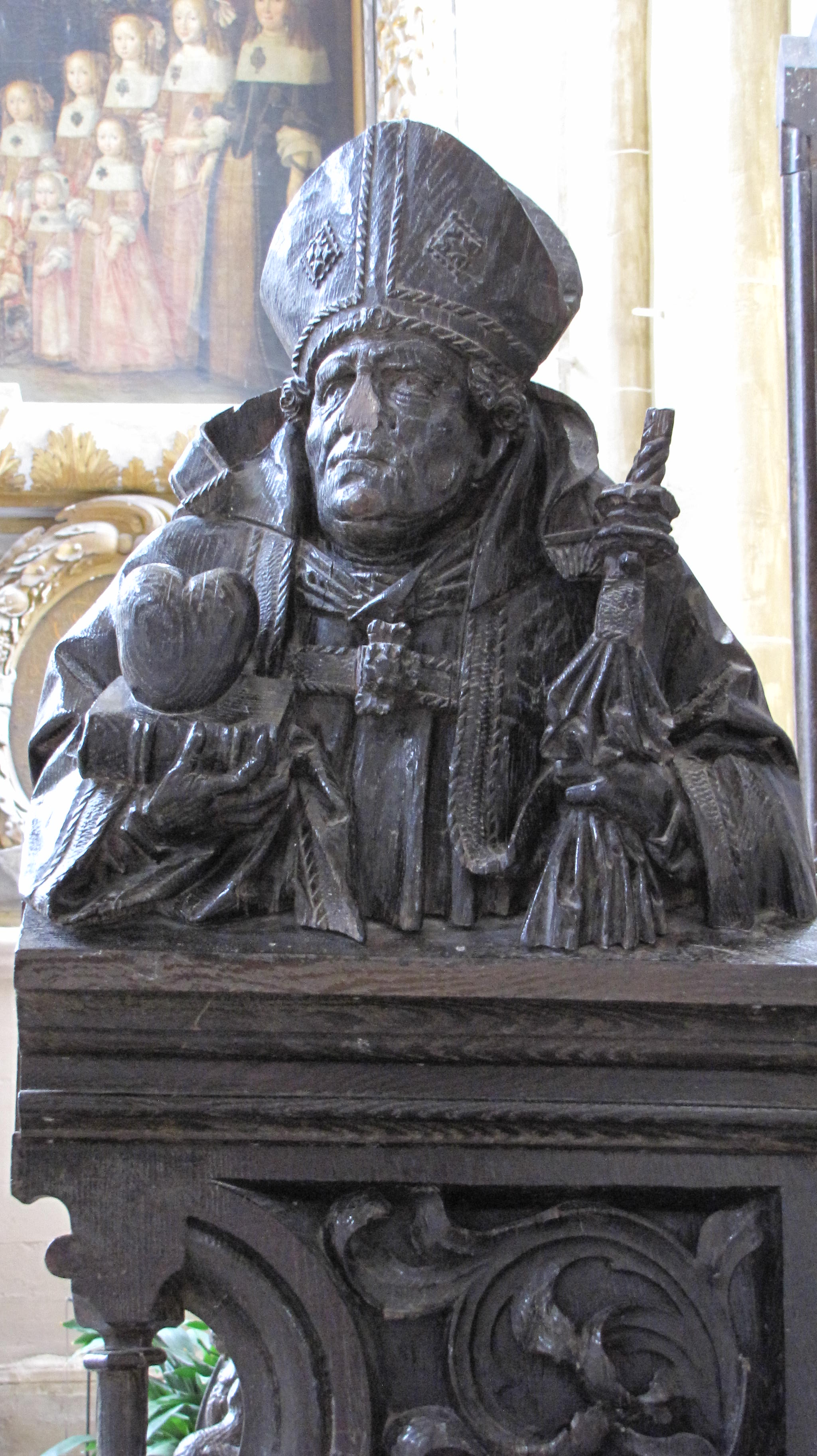
Detail koorgestoelte
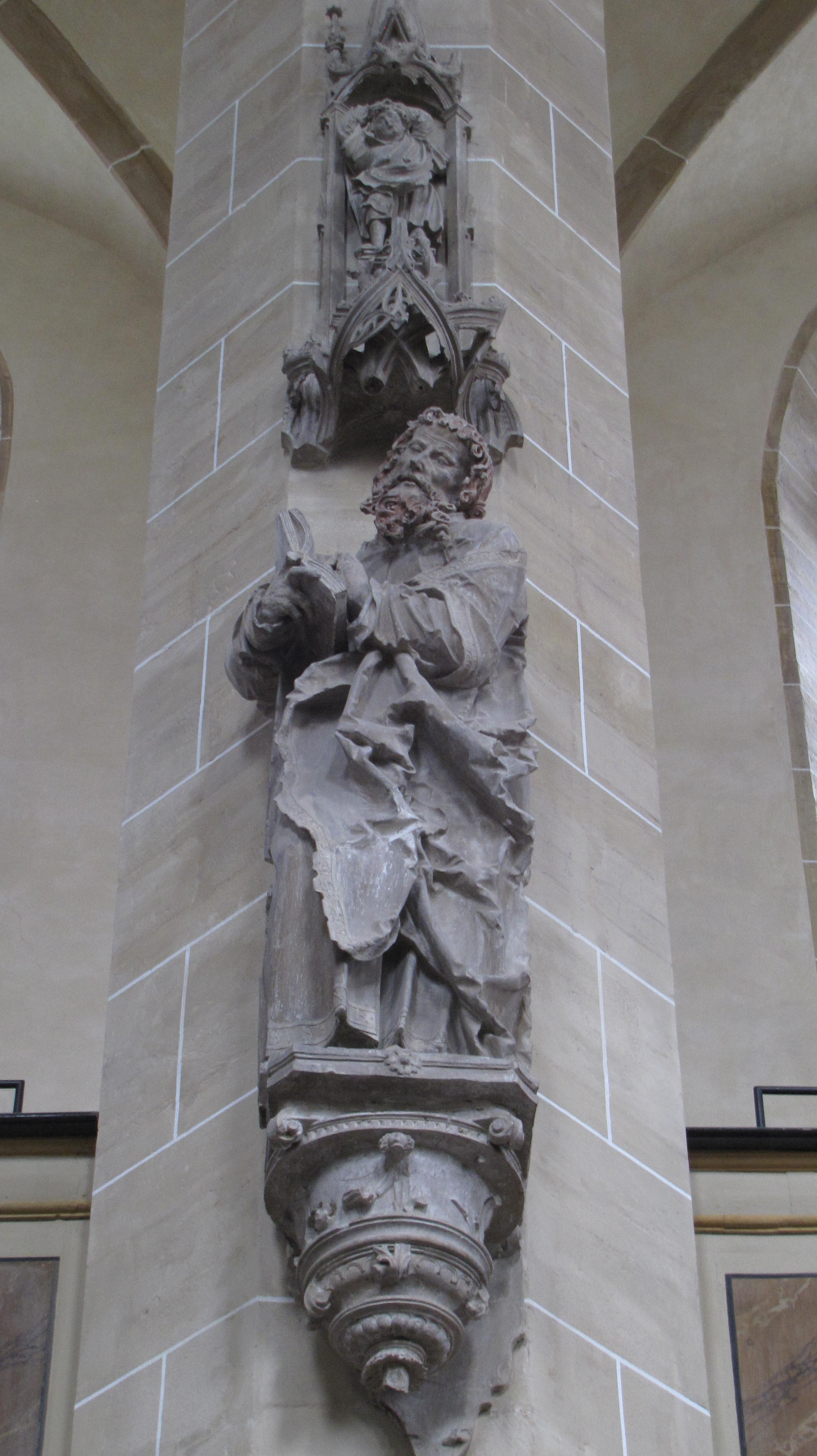
Apostelbeeld